# بیمارستان کودکان بندر عباس
بیمارستان کودکان بندر عباس واقع در بخش مرکزی شهرستان بندرعباس در جنوب ایران است. این بیمارستان در شهر بندرعباس واقع شده و بیمارستانی دانشگاهی و آموزشی است.

## تأسیس
«بیمارستان کودکان» در سال ۱۳۷۱ خورشیدی با ظرفیت ۱۳۰ تخت ثابت تأسیس شد.

## تخصص‌ها
بخشهای تخصصی موجود در این بیمارستان عبارت‌اند از: 
- عفونی
- قلب
- اعصاب
- آسم و آلرژی
- نفرولوژی
- گوارش
- نوزادان
- عمومی

## منبع
- د. علی، بن معیوف، حسن،. (العلاج فی محافظة هرمزجان و دول الخلیج)  ج۱. چاپ وانتشار سال ۱۹۹۸ میلادی.
- https://web.archive.org/web/20181227081539/http://kdkh.hums.ac.ir/